# 小若盧德西克
51°17′38″N 26°6′9″E / 51.29389°N 26.10250°E
小若盧德西克（烏克蘭語：Малий Жолудськ），是烏克蘭西北部的村莊，隸屬里夫內州的瓦拉什區。該村始建於1683年，面積25.6平方公里，海拔高度164米，2001年人口894，人口密度每平方公里34.9人。